# Lenzkirch
Lenzkirch är en kommun och ort i Landkreis Breisgau-Hochschwarzwald i regionen Südlicher Oberrhein i Regierungsbezirk Freiburg i förbundslandet Baden-Württemberg i Tyskland.